# Cerkiew św. Eliasza w Sfântu Ilie
Cerkiew św. Eliasza – malowana cerkiew znajdująca się we wsi Sfântu Ilie w północnej Rumunii, na Bukowinie. 
Cerkiew została wzniesiona w 1488 z fundacji hospodara mołdawskiego Stefana Wielkiego. Pierwotnie stanowiła centrum nieistniejącego już dzisiaj monastyru. Zbudowana na typowym dla mołdawskich cerkwi planie trójkonchowym, zwieńczona wieżą nad nawą, składa się z dwóch pomieszczeń: nawy i przedsionka. Świątynia została ozdobiona malowidłami wewnętrznymi pod koniec XV w., które jednak zachowały się tylko częściowo (były przemalowywane w XVI w., zostały też mocno zniszczone). Wśród nich znajduje się żywot św. Eliasza (patrona świątyni), akatyst, obraz wotywny. Z fresków zewnętrznych wykonanych później zachowały się fragmenty Drabiny cnót na ścianie południowej.